# Rhabdit
A rhabditok a Rhabditophora csoport (szabadon élő laposférgek, egyes paraziták: galandférgek, mételyek) jellegzetes epidermális, pálcikaszerű képződményei.

## Anatómiai jellemzők
A rhabditok a subepitheliális parechymában (hámréteg alatti kötőszöveti részben) helyet foglaló rhabdit képző mirigysejtek termékei. A mirigyek apikális része a hámsejtek között a felszínre nyúlik, és erős sejtkapcsoló struktúrákkal (mint rekeszes desmosoma, zonula adherens) kötődik hozzájuk.

## Funkció
A mirigysejtek termékei az állatot érő kémiai vagy mechanikai behatásokra kilökődnek, vízben nyálkaszerű anyagot képezve bevonják annak testfelületét. Védekező funkciót látnak el.